# 外務審議官
外務審議官（がいむしんぎかん）は、外務省に置かれる国家公務員の役職の一つである。外務省では外務事務次官に次ぐポストであり、いわゆる次官級審議官職（省名審議官）の一つとして外務省設置法に定められている「特別な職」である。現在の定数は2人。
一般には「外務省外務審議官」のように省名を冠した表記もなされるが、正式な官名・職名は他省の次官級審議官と同様、省名を冠さない「外務審議官」である。

## 職務
外務省設置法第5条第2項で、「外務審議官は、命を受けて、外務省の所掌事務に係る重要な政策に関する事務を総括整理する」と規定されている。一般的には、日本国内で外交政策の企画立案や外務省の事務の統括を行う外務事務次官に代わり、諸外国との外交交渉を担当する。特に「次官級交渉」という場合、外務審議官が交渉の現場に立つ事が多い。
定数2人の担当職務の内訳は法令レベルでは明記されていないが、内部の辞令で「政務担当」と「経済担当」が指定される。この場合の「政務」は純粋に政治的内容に関する事務（政務）を担当するという意味であり、「内閣官房副長官（政務担当）」のように「国会議員から充てられる」わけではない。
法的には二者の序列は同列であるが、「政務担当」の審議官は内閣総理大臣の外遊や首脳会談に同伴するなど実務的にもより枢要なポストとされており、歴任後に事務次官に就任するケースも経済担当に比べて多い。
経済担当審議官は、サミット（主要国首脳会議）におけるシェルパ会議で首席シェルパを務める。

## 歴代の外務審議官
| 政務担当 - 鯰博行（2025年〜） - 船越健裕（2023年〜2025年） - 山田重夫（2021年〜2023年） - 森健良（2018年～2021年） - 秋葉剛男（2016年～2018年） - 杉山晋輔（2013年～2016年） - 齋木昭隆（2012年～2013年） - 別所浩郎（2010年～2012年） - 佐々江賢一郎（2008年～2010年） - 藪中三十二（2007年～2008年） - 西田恒夫（2005年～2007年） - 田中均（2002年～2005年） - 高野紀元（2001年～2002年） - 加藤良三（1999年～2001年） - 丹波實（1997年～1999年） - 柳井俊二 - 福田博 - 斎藤邦彦 - 小和田恒（1989年） - 栗山尚一（1987年） - 村田良平（1987年） - 梁井新一（1985年） - 浅尾新一郎（1984年） - 中島敏次郎（1982年） - 柳谷謙介（1981年） - 鹿取泰衛（1979年） - 高島益郎（1977年） - 有田圭輔（1974年） - 東郷文彦（1972年） - 安川壮（1972年） - 法眼晋作（1969年） - 森治樹（1967年） - 牛場信彦（1966年） - 黄田多喜夫（1963年） - 島重信（1960年） | 経済担当 - 赤堀毅（2024年～現任） - 小野啓一（2022年～2024年） - 鈴木浩（2020年〜2022年） - 金杉憲治（2019年〜2020年） - 山﨑和之（2017年～2019年） - 片上慶一（2016年～2017年） - 長嶺安政（2013年～2016年） - 鶴岡公二（2012年～2013年） - 西宮伸一（2011年～2012年） - 小田部陽一（2008年～2011年） - 河野雅治（2007年～2008年） - 藪中三十二（2005年～2007年） - 藤崎一郎（2002年～2005年） - 大島正太郎（2001年～2002年） - 野上義二（1999年～2001年） - 原口幸市（1997年～1999年） - 小倉和夫（1995年～1997年） - 林貞行（1994年～1995年） - 松浦晃一郎（1992年～1994年） - 渡邊幸治（1989年） - 國廣道彦（1988年） - 北村汎（1987年） - 手島冷志（1984年） - 本野盛幸（1983年） - 松永信雄（1981年） - 菊地清明（1980年） - 宮崎弘道（1977年） - 吉野文六（1975年） - 鶴見清彦（1972年） - 安川壮（1970年） - 近藤晋一（1967年） |